# Вікторія Батуї
Вікторія Батуї (нар. 6 листопада 1982, Запоріжжя, УРСР) — українська телеведуча, співачка та акторка. Організаторка освітнього проєкту для жінок «Друге дихання».

## Життєпис

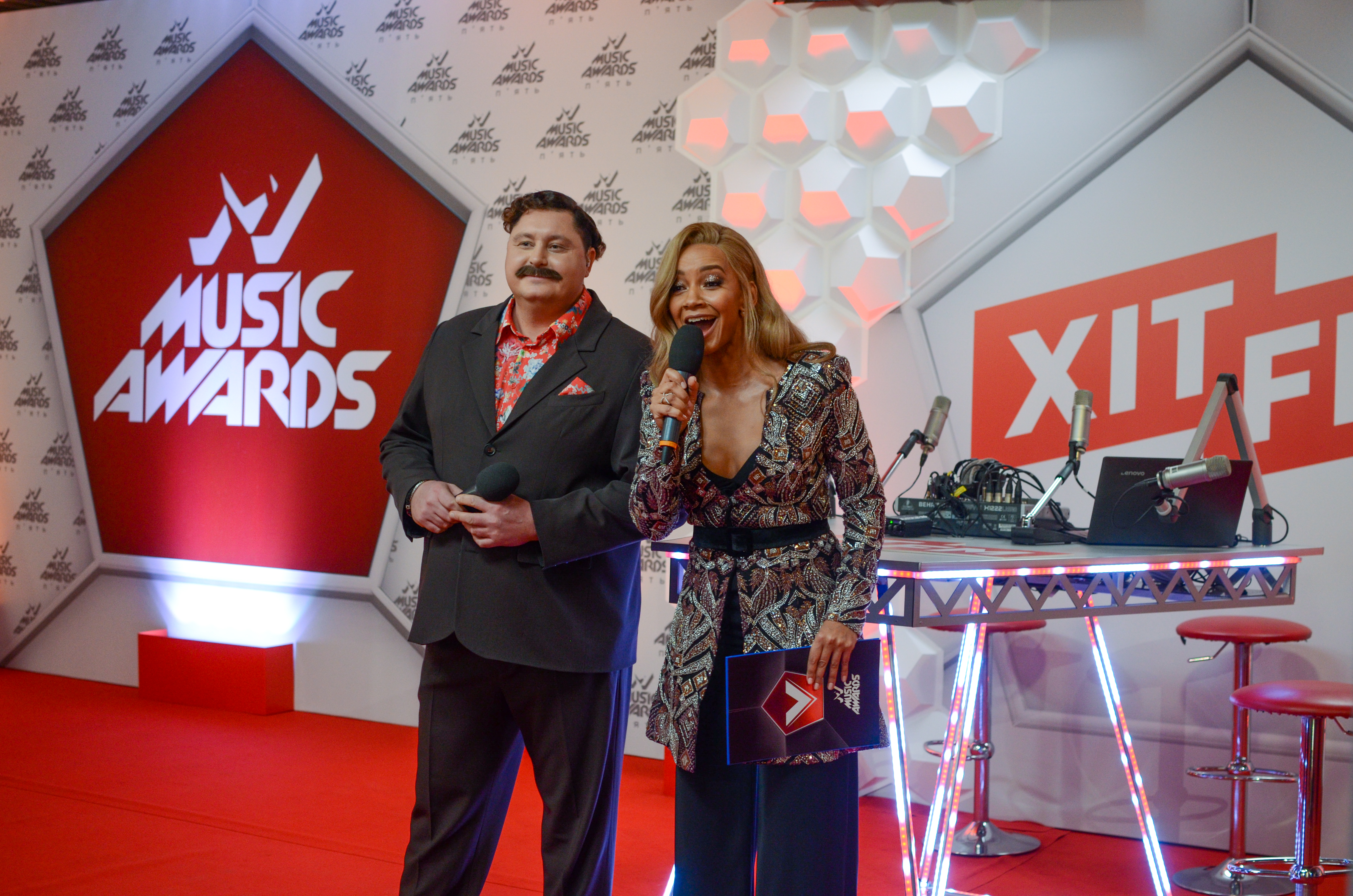
Вікторія Батуї на M1 Music Awards 2019

Народилася 6 листопада у Запоріжжі в родині медиків. Навчалася в гуманітарній гімназії іноземних мов. З 14 років почала брати участь у роботі запорізького модельного агентства.
У дев'ятому класі разом з батьками переїхала до Києва. Закінчила Київський університет культури та мистецтв за спеціальністю «Організація менеджменту шоу-бізнесу». Протягом 1998—2002 років співала у складі гурту «Капучино». В різні часи разом з Вікторією до складу гурту входили Світлана Лобода та сестри Завальські. Вікторія брала участь у записі всіх трьох альбомів проєкту.
Після розпаду групи «Капучино» Вікторія Батуї стала ведучою ранкових новини eMOneNews на телеканалі М1. Згодом вела ранкове шоу «Guten Morgen» та передачу «Хроніки моди». Паралельно з телевізійною діяльністю була ведучою дискотек, працювала менеджером у Світлани Лободи, знімалася в рекламі та брала участь у модних показах.
2011 року знялася у відвертій фотосесії для серпневого номера українського журналу XXL, а наступного року зіграла роль журналістки у російсько-українському серіалі «Порох та дріб» (рос. Порох и дробь).
2012 року разом з Володимиром Дантесом стала співведучою програми «Ближче до тіла» (рос. Ближе к телу) на Новому каналі. 2013 року знялася у серіалі «Бомба», де зіграла Розу. Партнерами Батуї по знімальному майданчику були Олексій Панін, Ольга Арнтгольц та Станіслав Боклан.
Протягом декількох років є ведучою гала-концерту однієї з найпрестижніших музичних премій України M1 Music Awards.
2019 року Батуї зіграла головну роль у музичному кліпі українського співака та телеведучого Gena Viter.
2020 року стала ініціатором створення освітнього проєкту для жінок «Друге дихання».

## Дискографія
| Група     | Альбом            | Рік  | Формат | Лейбл |
| Капучино' | Капли дождя       | 1999 | Альбом | JRC   |
| Капучино' | Девушка с Востока | 2000 | Альбом | JRC   |
| Капучино' | Чувства           | 2002 | Альбом | JRC   |

## Фільмографія
| Рік  |   | Українська назва | Оригінальна назва | Роль   |
| ---- | - | ---------------- | ----------------- | ------ |
| 2012 | с | Порох та дріб    | Порох и дробь     | Таніта |
| 2013 | с | Бомба            |                   | Роза   |